# Roccagiovine
Roccagiovine é uma comuna italiana da região do Lácio, província de Roma, com cerca de 297 habitantes. Estende-se por uma área de 8 km², tendo uma densidade populacional de 37 hab/km². Faz fronteira com Licenza, Mandela, San Polo dei Cavalieri, Vicovaro.

## Demografia
| Variação demográfica do município entre 1861 e 2011                               |
|                                                                                   |
| Fonte: Istituto Nazionale di Statistica (ISTAT) - Elaboração gráfica da Wikipedia |